# Distretto di Tampin
Il distretto di Tampin (Luak Tampin in lingua malese) è un distretto della Malesia, nello stato malese del Negeri Sembilan.

Il distretto si estende su una superficie di 878, 69 km2, ha come capoluogo l'omonima città ed è suddiviso in quattro adat, provincie sociopolitiche: città di Tampin, Ayer Kuning, Gemencheh e Gemas. Fu istituito con un decreto del 1 luglio 1980. Nel 2010 contava una popolazione di 85 240 abitanti.

## Geografia antropica

### Suddivisioni amministrative
Il distretto di Tampin è mdiviso in 7 mukim:
- Ayer Kuning
- Gemas
- Gemencheh
- Keru
- Repah
- Tampin Tengah
- Tebong